# Damdamusa
Damdamusa fou una ciutat a la riba del Tigris o propera a aquest riu, al nord d'Amedi (moderna Diyarbekir). La regió fou conquerida pels assiris i es va establir una colònia de nom Khalzi-Lukha durant el regnat de Salmanassar I (1275-1235 aC). La regió es va revoltar sota el seu governador Khulai en temps d'Assurnasirpal II. Els rebels es van apoderar de Damdamusa, però el rei assiri va anar a la zona i va capturar les dues principals ciutats de la regió, Kinabu i Mariru (la colònia assíria no hauria participat en la revolta) i Khulai fou executat (fou espellat i la seva pell penjada a la muralla de Damdamusa). Assurnasirpal va arribar a Damdamusa des de la ciutat de Parzanishtun, i llavors va seguir a Amedi, el que indicaria que Damdamusa estava al nord, a mig camí entre Amedi i Parzanishtun. Allí el rei va construir graners pels productes del tribut de Shubria (Nairi), a l'altre costat del riu i, per tant, havia d'estar o a la vora del riu o propera perquè si hagués estat molt endins, haguera estat més convenient dipositar els tributs de productes agrícoles a Tuskha, al sud.